# Кос, Юрий Иванович
Юрий Иванович Кос (11 апреля 1889, Санкт-Петербург — 19 марта 1961, Нальчик Кабардино-Балкарская АССР) — советский ботаник, исследователь флоры Кавказа.

## Биография
Родился в семье крупного коммерсанта словенца Коса Ивана Осиповича (1846—1907), родом из г. Любляны, и шведки Кос (урожд. Корн) Веры Карловны, уроженки г. Санкт-Петербурга.
В 1899 году поступил в подготовительный класс Императорской Николаевской Царкосельской гимназии, которую окончил в 1908 году. С детских лет увлекался ботаникой и зоологией, любил природу, рисовал карикатуры и писал стихи, участвуя в редактировании школьного рукописного журнала «Юный труд».
По окончании гимназии в 1908 году поступил в Санкт-Петербургский университет на биологическое отделение физико-математического факультета, но проучился в нём не долго. За связь с революционно настроенными студенческими кружками и участие в демонстрации с призывом свержения монархии в 1910 году был арестован и заключён в тюрьму на два месяца. Впоследствии по решению властей, как опасный иностранец (в то время имевший австрийское подданство), был выслан за пределы царской России сроком на 10 лет.
В 1911 году был зачислен в Лейпцигский университет, в 1912 году перевёлся в Норвежский университет в г. Осло, где обучался до февраля 1917 года. В свободное от учёбы время совершил ряд путешествий по странам Европы, Малой Азии и Африки. Во время этих путешествий им собраны обширные гербарий и коллекция бабочек, часть которых была подарена университету в г. Осло.
После февральской революции возвратился в Россию.
С 1917 по 1930 год преподавал ботанику, зоологию, анатомию и физиологию человека в средних школах в Детском Селе и Павловске.
Начиная с конца 1920 годов Ю. И. Кос публиковал научно-популярные статьи на биологические темы в различных журналах. В 1925 году вышел его популярный очерк «Происхождение человека». В течение всей жизни он не порывал с юношескими увлечениями литературой и поэзией. В 1922 году вышел сборник его стихотворений «Цветы печали» с посвящением жене — Татьяне Ивановне Кос.
В 1930 году перешел во Всесоюзный институт растениеводства (ВИР), заведовал опорным пунктом ВИР в Детском Селе, занимаясь научной работой и созданием местного дендрария.
Юрий Иванович Кос, обладая широким кругом интересов, общался не только с коллегами биологами, но также со многими людьми из мира искусства, поэзии, политики, участвовал в дискуссиях и беседах и смело высказывал своё мнение об окружающей жизни. Его сёстры жили в разных странах Европы, с ними он поддерживал отношения и переписывался, а сёстры помогали ему периодически передавая деньги через посольства. Всё это было достаточным поводом для проявления к нему со стороны ОГПУ интереса, а затем и ареста, последовавшего 15 марта 1933 года, когда ему были предъявлены обвинения по статьям 56-б, 58-10 и 58-11 УК РСФСР (шпионаж, контрреволюционная агитация и пропаганда и участие в контрреволюционной организации). После двухмесячного пребывания в тюрьме 14 мая 1933 года постановлением тройки ПП ОГПУ в ЛВС он был лишён права проживания городах Москве и Ленинграде, московской и ленинградской областях, а также в погранполосе сроком на 3 года.
В 1933 году в поисках работы он переезжает в г. Саратов, а через год в г. Актарск, где работал дендрологом в питомниках треста Госзеленхоза. В 1935 году переехал в Пятигорск, в затем в Кисловодск, где до 1937 года работал директором декоративного питомника. С 1937 по 1949 год работал сначала техноруком паркового хозяйства, потом агрономом подсобного хозяйства республиканской больницы и специалистом по лекарственным растениям в аптекоуправлении.
С 1949 года был директором и главным ботаником организованного им в г. Нальчике Республиканского краеведческого ботанического сада Кабардино-Балкарского отделения Всероссийского общества содействия охране природы и озеленению населенных пунктов (Кабардино-Балкарский республиканский ботанический сад совхоза «Декоративные культуры»).
Все последующие годы, до самого последнего дня, Юрий Иванович целиком посвятил себя изучению природы Кабардино-Балкарии. Здесь ярко проявился его талант ботаника-исследователя, организатора работ по озеленению и защите окружающей среды. Пешком он исходил почти всю Кабардино-Балкарию в поисках редких и лекарственных растений. Ему принадлежит честь открытия ряда доселе неизвестных видов: одни из них нашли применение, как лекарственные препараты, другие были впервые использованы для озеленения во многих городах страны. Принимал участие в организации и становлении Ботанического сада КБГУ, основанного в 1955 году.
С 1954 года работал (по совместительству) научным сотрудником в Кабардино-Балкарском научно-исследовательском институте.
В 1960 году защитил кандидатскую диссертацию в Ленинградском ботаническом институте им. В. Л. Комарова.
Ю. И. Кос написал множество статей в научные и научно-популярные издания и несколько книг: «Растительный мир Кабарды» (1951, в соавторстве с К. С. Демишевым), «Растительность Кабардино-Балкарии и её хозяйственное использование» (1959) и «Лекарственные растения Кабардино-Балкарии» (опубликована в 1963 году, уже после смерти ботаника).
Ю. И. Кос был председателем Кабардино-Балкарского отделения Всероссийского общества содействия охране природы и озеленению населенных пунктов и председателем его ботанической секции.
Умер 19 марта 1961 года после неудачно проведенной операции аппендицита. Похоронен в г. Нальчике на городском кладбище.

## Семья
От брака с первой женой Татьяной Ивановной Топчиевой, у Ю. И. Коса родились дети: Татьяна (1921) и Евгений (1925), которые умерли в младенчестве.
Во втором браке имел трёх детей — дочь Светлану (1928—1929), сыновей — Юрия (1930) и Вячеслава (1933—1997). Его жена Нина Ивановна Кос (Соболева) (1905—1991), работала преподавателем на кафедре геометрии и высшей алгебры Кабардино-Балкарского государственного университета.

## Растения, названные в честь Коса
- Lilium kosii Orekhov & Eremin[1]